# 柿山伏
柿山伏 （かきやまぶし）は日本の古典芸能である狂言のうちのひとつ。『本狂言』のうちの『鬼山伏狂言』に分類される。

## 登場人物
- シテ（主役）：山伏（やまぶし）
- アド（脇役）：柿の木の持ち主

## 概要
山伏が修行を終えて故郷に帰る場面より始まる。山伏は途中で腹をすかせてしまい、ふと見あげると見事な柿があることに気づく。
木の下から落とそうと試みるも、中々巧くいかなかったので、木に登って柿を食っていた。だが、誤って口にしてしまった渋柿を投げ捨てたところ、見廻りに来ていた柿主に渋柿が当たってしまい、無断で柿を食っていたことに気づかれてしまう。
柿の木に登っているのは猿だ、烏だ、鳶だと言われる度に、それらの動物の鳴き真似でその場を凌ぐものの、しまいに鳶は飛ぶものだ、と言われてしまう。結局飛んでは見るものの、大怪我をしてしまい悪事が露呈してしまう。
怪我をしたのはお前に原因があるのだから、治療をしろと山伏は柿の木の持ち主に迫るが、持ち主は一切とり合うことなく、謝罪を要求し立ち去ろうとする。そんな持ち主の行動を見て山伏は呪文をかけ、持ち主の行動を封じるが、さらに怒りを買うことになり、治療はしてもらえない。逃げる持ち主を追って、山伏は何処までもついていく。
自分の罪を覆い隠そうとする姿を、面白おかしく描いており、山伏という権威のあるものに対する風刺が込められた作品である。

## 原文
狂言記 第三巻・五より。演者や公演によって若干内容が変わる。